# Proměna (povídka)
Proměna (německy Die Verwandlung) je povídka Franze Kafky vydaná roku 1915. Poprvé vyšla tiskem v říjnovém čísle expresionistického měsíčníku Die Weißen Blätter. V knižní podobě ji ještě v prosinci téhož roku publikovalo nakladatelství Kurta Wolffa.

## Obsah

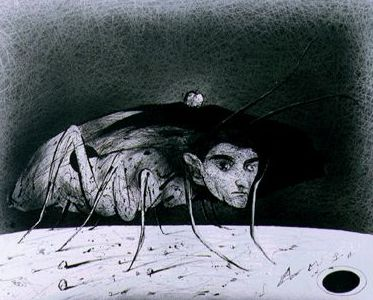
Umělecké ztvárnění Kafkovy Proměny

Povídka Proměna začíná probuzením hlavní postavy, obchodního cestujícího Řehoře Samsy (v originále Gregor Samsa), a jeho zjištěním, že se proměnil v obří hmyz (tato základní informace celého textu je čtenáři představena v jediné větě v úvodu – „Když se Řehoř Samsa jednou ráno probudil z nepokojných snů, shledal, že se v posteli proměnil v jakýsi odporný hmyz.“). Přestože se snaží svou indispozici skrýt před rodinou, je nakonec odhalen. Vyděšení rodiče a sestra Markétka se rozhodnou Řehoře zavřít v jeho pokoji v jakési domácí internaci.
Samsa po celou dobu svého změněného stavu uvažuje racionálně, nepropadá depresím a zachovává chladnou hlavu (jeho první starostí je, jak jako hmyz půjde do práce). Řehoř jako hmyz rozumí nadále lidské řeči, jemu samotnému však ostatní příliš nerozumí, nemůže tedy se svým okolím komunikovat.
Situace v rodině se od Řehořovy proměny značně zhorší; jednak přijdou o Řehořovu finanční podporu (dosud je ze svého platu živil převážně on), jednak strádají rodiče i sestra psychicky. Otec se navrací do zaměstnání, pracuje jako sluha, Markétka prodává v obchodě a také se učí francouzštinu. Matka ani otec do Řehořova pokoje nevstupují, stará se o něj mladší sestra Markéta, vždy když za ním sestra přichází, tak se Řehoř schová pod pohovku, aby ji neděsil. Jediný z lidí, kdo se s danou situací smíří, je otrlá posluhovačka, která s Řehořem-hmyzem jedná rázně a bez okolků. Jednou se Markéta s matkou rozhodnou vystěhovat z Řehořova pokoje nábytek, v dobrém úmyslu – Markétka se domnívá, že by se mu lépe lezlo po stěnách a stropu, čímž se Řehoř skutečně rád baví. Ovšem matka se obává, že by si to Řehoř mohl vysvětlit jako definitivní zavrhnutí ze strany rodiny. Řehoř si nakonec uvědomí, že by byl rád, kdyby mu pokoj ponechali, tak jak je. Brání tedy svůj oblíbený obraz, spatří ho matka a upadne do mdlob. Vyhrocenou situaci se rozhodne vyřešit zaskočený otec, nakonec po Řehořovi hází jablka, čímž ho těžce a s trvalými následky zraní.
Řehořův zdravotní stav se zhoršuje, stejně jako atmosféra v rodině. Hmotný nedostatek a vypětí ze skrývání Řehoře v bytě doléhají na jeho rodiče i Markétku. Ta ačkoliv zprvu projevovala bratrovi nejvíc lásky, nyní přijde k názoru, že hmyz už ve skutečnosti není Řehořem, protože kdyby byl, sám by solidárně odešel, aby rodinu nezatěžoval. Proto sestra začne rodiče přesvědčovat, že by měli „Řehoře“ odstranit. Z jeho pokoje si mezitím udělají skladiště nepotřebných věcí, což mu dále ztrpčuje život. Mimoto si rodina jako přivýdělek nastěhuje do bytu podnájemníky, kteří o Řehořovi nevědí. Později ho ale spatří, protože Řehoř si chtěl poslechnout, jak jim Markétka hraje na housle, a tak opustil svůj pokoj. Otec se ho marně snaží zahnat zpět, zatímco nájemníci jsou zhnuseni a dávají okamžitou výpověď. Řehoř nakonec z posledních sil doleze do pokoje, kde ho sestra s ulehčením zamkne. Jeho stav je kritický a nad ránem Řehoř opuštěný umírá. Ráno jej nalezne posluhovačka („Pojďte se podívat, ono to chcíplo; leží to tam dočista chcíplé!“) a jeho mrtvolu sama odklidí. Téhož dne si Samsovi, jimž se po všech stránkách ulevilo, udělají výlet za město a probírají nadějné plány do budoucna.

## Styl povídky
Proměna obsahuje typické kafkovské prvky jako pocit bezvýchodnosti (přestože Řehoř do konce doufá v jakýkoli pozitivní zvrat svého osudu), absurditu (proměna samotná, kterou navíc Řehoř přijímá klidně a racionálně), komicko-tragické momenty (Řehořovo lezení po zdech a stropě, otcovo ostřelování Řehoře jablky) i humor. Proměna je dokonce často považována za jedno z nejhumornějších Kafkových děl, jednak využíváním kontrastu racionálního uvažování a absurdní situace proměny v hmyz, jednak užitím paradoxních slovních spojení typu: …„a už klepal na jedny z postranních dveří otec, slabě, ale zato pěstí.“

## Interpretace
Proměna nabízí řadu rozporuplných interpretací, mezi nimiž je velmi těžké rozhodnout, co vlastně Řehořova proměna ve hmyz znamená. Zde jsou uvedeny některé možnosti významu Kafkovy povídky:
- Proměna byla pouze Řehořova snová, nerealistická vize.
- Jedná se o absurdní grotesku plnou nadsázky a humoru. Řehořova proměna je zdrojem pobavení.
- Proměna je symbolické zobrazení osamělosti a bezradnosti.
- Proměna zobrazuje měšťanskou strnulost a povrchní morálku.
- Z psychoanalytického hlediska dochází v rodině ke dvojí proměně. Nejprve zaujal Řehoř otcovo místo živitele (otec nepracoval, dokud rodinu živil Řehoř) a Řehoř je nyní vůdčí jedinec rodiny. Po proměně je Řehoř oslaben, ztrácí místo vůdce, které znovu zaujímá otec (vrací se do práce). V souboji (jablky) otec syna smrtelně zraní.
- Dílo poukazuje na postradatelnost jedince i v životě jeho nejbližších (rodině). I přes původní důležitou, zdánlivě nenahraditelnou roli Řehoře v jeho rodině jako živitele se rodina poměrně rychle osamostatňuje jak po praktické (obzvláště ekonomické), tak emociální stránce.

Profesor německé literatury na univerzitě v Princetonu Stanley Corngold uvedl ve své knize The Commentator's Despair (česky Komentátorova beznaděj) na sto třicet různých možností.

## První vydání
- Franz Kafka: Die Verwandlung, in: Die Weissen Blätter, roč. 2, č. 10, říjen 1915, str. 1177–1230

## Česká vydání
- Proměna, Marta Florianová, Stará Říše na Moravě 1929, přeložili Ludvík Vrána a František Pastor.
- Proměna, SNKLU, Praha 1963, přeložil Zbyněk Sekal, znovu Primus, Praha 1990 a Šimon Ryšavý, Brno 1998.
- Povídky, SNKLU, Praha 1964, přeložil Vladimír Kafka, znovu Odeon, Praha 1983 a 1990, obsahuje sbírky Rozjímání, Venkovský lékař, Umělec v hladovění a samostatné povídky Ortel, Proměna a V kárném táboře.
- Povídky I.– Proměna a jiné texty vydané za života, Nakladatelství Franze Kafky, Praha 1999, přeložil Vladimír Kafka, znovu 2006, dílo Franze Kafky, svazek 1.
- Proměna, Garamond, Praha 2002, přeložil Vladimír Kafka, znovu 2014, souběžný německý a český text.
- Proměna a jiné povídky, Levné knihy KMa, Praha 2002, přeložil Vladimír Kafka, znovu Československý spisovatel, Praha 2009 a Dobrovský, Praha 2014.
- Proměna, Vyšehrad, Praha 2005, přeložil Vladimír Kafka, znovu Slovart, Praha 2007 a B4U, Brno 2007 a 2013.

## Filmové adaptace
- K (Metamorphosis) (1954, Proměna), britský krátký film, režie Lorenza Mazzetti.
- La metamorfosis (1968, Proměna), epizoda ze španělského televizního seriálu Hora once, režie Josefina Molina.
- Die Verwandlung (1975, Proměna), německý televizní film, režie Jan Němec.
- Förvandlingen (1976, Proměna), švédský film, režie Ivo Dvořák.
- The Metamorphosis of Mr. Samsa (1978, Proměna), americko-kanadský krátký animovaný film, režie Caroline Leaf.
- La métamorphose (1983, Proměna), francouzský televizní film, režie Jean-Daniel Verhaeghe.
- Metamorphosis (1987, Proměna), britský televizní film, režie Jim Goddard.
- La metamorfosis de Franz Kafka (1993, Proměna Fraze Kafky), španělský krátký film, režie Carlos Atanes.
- Превращение (2002, Proměna), ruský film, režie Valerij Fokin.
- Metamorfosis (2004, Proměna), španělský krátký film, režie Fran Estévez.
- La metamorfosis (2007, Proměna), argentinský film, režie Claudio Posse.
- A Metamorfose (2007, Proměna), portugalský krátký film, režie Frederico Beja.
- Metamorphosis (2012, Proměna), britský film, režie Chris Swanton.
- Преображението (2013, Proměna), bulharský krátký film, režie Penčo.
- Die Verwandlung (2015, Proměna), německý krátký film, režie Igor Plischke.